# Кипински манастир
Кипинският манастир „Успение Богородично“ (на гръцки: Κοίμηση της Θεοτόκου или Μονή Κηπίνας) е православен скален манастир в край село Каларитес, Гърция, на северните склонове на планината Дзумерка, част от планинския масив Пинд. Манастирът е в диоцеза на Янинската епархия на Вселенската патриаршия, и е под управлението на Църквата на Гърция.